# Obwód uljanowski
Obwód uljanowski (ros. Ульяновская область) – jednostka administracyjna Federacji Rosyjskiej.

## Strefa czasowa
Obwód należy od 27 marca 2016 do czasu Samary. Wcześniej należał do moskiewskiej strefy czasowej (MSK): do 25 października 2014 UTC+04:00 przez cały rok, od 26 października 2014 UTC+03:00 przez cały rok. Jeszcze wcześniej, przed 27 marca 2011 roku, obowiązywał czas standardowy (zimowy) strefy UTC+03:00, a czas letni – UTC+04:00.

## Gospodarka
W obwodzie rozwinął się przemysł maszynowy metalowy, środków transportu, włókienniczy, spożywczy, materiałów budowlanych oraz drzewny.
W regionie uprawia się zboże, słoneczniki, len, konopie, buraki cukrowe oraz hoduje się bydło, trzodę chlewną, owce.

## Ludność
W obwodzie uljanowskim według danych z 2020 roku mieszkało 1 229 824 ludzi, co stanowiło 1,76% obywateli Federacji Rosyjskiej. Spośród wszystkich mieszkańców regionu, 76,5% stanowili mieszkańcy miast, a pozostałe 23,5% mieszkańcy terenów wiejskich.
Większość mieszkańców obwodu stanowią Rosjanie (ponad 70%). Około 20% to Tatarzy i Czuwasze. Pozostałe narody stanowią około 10% populacji. Są wśród nich m.in. Mordwini, Ukraińcy, Azerowie i Ormianie.

## Podział administracyjny
Obwód składa się 3 okręgów miejskich i 21 rejonów (okręgów municypalnych). Do okręgów miejskich zalicza się Uljanowsk, Nowouljanowsk i Dimitrowgrad.

### Rejony
- rejon bazarnosyzgański – Базарносызганский район
- rejon baryski – Барышский район
- rejon wieszkajmski – Вешкаймский район
- rejon inzeński – Инзенский район
- rejon karsuński – Карсунский район
- rejon kuzowatowski – Кузоватовский район
- rejon maiński – Майнский район
- rejon melekeski – Мелекесский район
- rejon nikołajewski – Николаевский район
- rejon nowosspaski – Новоспасский район
- rejon pawłowski – Павловский район
- rejon radiszczewski – Радищевский район
- rejon siengilejski – Сенгилеевский район
- rejon starokułacki – Старокулаткинский район
- rejon staromaiński – Старомайнский район
- rejon surski – Сурский район
- rejon terengulski – Тереньгульский район
- rejon uljanowski – Ульяновский район
- rejon cilniński – Цильнинский район
- rejon czerdakłyński – Чердаклинский район

## Miasta[6]
| Nazwa miasta po polsku | Nazwa miasta po rosyjsku | Liczba mieszkańców |
| ---------------------- | ------------------------ | ------------------ |
| Uljanowsk              | Ульяновск                | 627 705            |
| Dimitrowgrad           | Димитровград             | 113 472            |
| Inza                   | Инза                     | 17 245             |
| Barysz                 | Барыш                    | 15 541             |
| Nowouljanowsk          | Новоульяновск            | 13 778             |
| Czerdakły              | Чердаклы                 | 11 280             |
| Iszejewka              | Ишеевка                  | 10 862             |
| Nowosspaskoje          | Новоспасское             | 10 619             |
| Kuzowatowo             | Кузоватово               | 7 404              |
| Karsun                 | Карсун                   | 7 285              |
| Siengilej              | Сенгилей                 | 6 221              |
| Surskoje               | Сурское                  | 6 094              |
| Majna                  | Майна                    | 5 981              |
| Staraja Majna          | Старая Майна             | 5 970              |
| Nikołajewka            | Николаевка               | 5 787              |
| Oktiabrskij            | Октябрьский              | 5 678              |
| Wieszkajma             | Вешкайма                 | 5 562              |
| Mułłowka               | Мулловка                 | 5 477              |
| Bolszoje Nagatkino     | Большое Нагаткино        | 5 462              |
| Nowaja Majna           | Новая Майна              | 5 379              |
| Pawłowka               | Павловка                 | 5 029              |
| Terenga                | Тереньга                 | 4 775              |
| Bazarnyj Syzgan        | Базарный Сызган          | 4 754              |
| Staraja Kułatka        | Старая Кулатка           | 4 643              |
| Radiszczewo            | Радищево                 | 3 996              |

## Historia
Obwód utworzono 19 stycznia 1943.

## Tablice rejestracyjne
Tablice pojazdów zarejestrowanych w obwodzie uljanowskim mają oznaczenie 73 w prawym górnym rogu nad flagą Rosji i literami RUS.